# Ochta

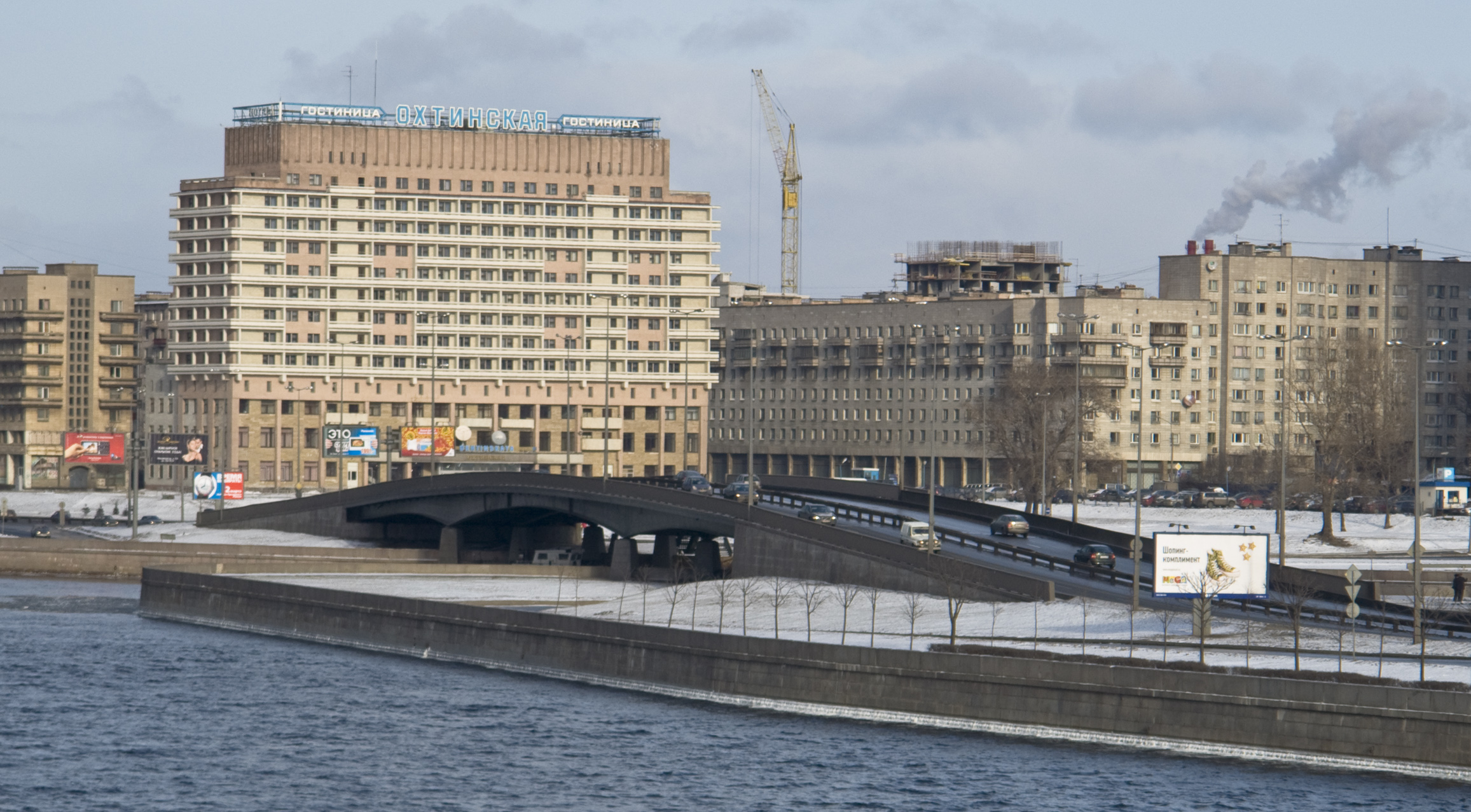
Maloochtinskij-bron över Ochta i Sankt Petersburg.

Ochta (äldre svenska: Svartbäcken eller Svartån) är ett 90 km långt vattendrag i Leningrad oblast och östra delen av Sankt Petersburg. Den är en biflod till Neva, och mynnar i Neva 12 km före den senares utlopp i Finska viken. Ochtas största biflod är i sin tur Okkervil.

## Etymologi
Det ryska namnet kommer av det östfinska diminutivet "ohto" av "oksi", som betyder björn eller nalle och betyder således Björnån.